# Costa de Marfil en los Juegos Olímpicos de París 2024
Costa de Marfil estuvo representado los Juegos Olímpicos de París 2024 por un total de 11 deportistas que compitieron en 4 deportes. Responsable del equipo olímpico es el Comité Olímpico Nacional de Costa de Marfil, así como las federaciones deportivas nacionales de cada deporte con participación.
Los portadores de la bandera en la ceremonia de apertura fueron el practicante de taekwondo Cheick Sallah Cissé y la atleta Marie-Josée Ta Lou.

## Medallistas
El equipo olímpico de Costa de Marfil obtuvo las siguientes medallas:
| Nombre              | Deporte   | Competición |
| ------------------- | --------- | ----------- |
| Oro                 |           |             |
| —                   |           |             |
| Plata               |           |             |
| —                   |           |             |
| Bronce              |           |             |
| Cheick Sallah Cissé | Taekwondo | +80 kg M    |